# Paul de Senneville
Paul de Senneville, celým jménem Paul Marie André de Senneville, (30. července 1933 – 23. června 2023) byl francouzský novinář, skladatel a producent.
Kariéru začal jako novinář ve francouzských denících France Soir a Paris-Presse. Později se stal televizním producentem. V roce 1976 založil s Olivierem Toussaintem nahrávací společnost Delphine Productions, nazvanou po jeho první dceři Delphine.
Kromě skládání a komponování hudebních děl skládal také hudbu k filmům. Jeho nejznámější skladbou byl Ballade pour Adeline. Složil ji v roce 1976 při příležitosti narození své dcery Adeline. Tuto skladbu velmi úspěšně interpretuje klavírista Richard Clayderman (v českém prostředí pak Jiří Malásek). V jeho interpretaci se této skladby prodalo 30 miliónů alb po celém světě.